# Cinema in Sudan: conversations with Gadalla Gubara
Cinema in Sudan: conversations with Gadalla Gubara es una película del año 2008.

## Sinopsis
El documental trata del gran cineasta sudanés Gadalla Gubara (1920 – 2008), uno de los pioneros del cine africano. A través de su obra, Gadalla Gubara nos revela un Sudán misterioso e incomprendido. A pesar de la censura y de carecer de apoyo financiero durante sesenta años, produjo un cine independiente único en un país en el que la libertad de expresión es un bien escaso. La película narra la lucha de un hombre al que la Academia Africana de Nigeria otorgó en 2006 el Premio a la Excelencia en reconocimiento a su carrera.